# Joué-lès-Tours
 Joué-lès-Tours  es una población y comuna francesa, situada en la región de  Centro, departamento de Indre y Loira, en el distrito de Tours y los cantones de Joué-lès-Tours-Nord y Joué-lès-Tours-Sud.

## Demografía[1]
| 1 515 | 1 777 | 1 671 | 1 700 | 1 791 | 1 769 | 1 780 | 1 802 | 1 845 | 2 010 | 2 043 | 2 106 | 2 302 | 2 381 | 2 470 | 2 538 | 2 462 | 2 466 | 2 595 | 2 730 | 3 143 | 3 440 | 4 163 | 4 704 | 5 684 | 6 446 | 9 074 | 17 826 | 27 450 | 34 704 | 36 798 | 36 517 | 35 500 | 35 836 |
| Para los censos de 1962 a 1999 la población legal corresponde a la población sin duplicidades (Fuente: INSEE [Consultar]) |       |       |       |       |       |       |       |       |       |       |       |       |       |       |       |       |       |       |       |       |       |       |       |       |       |       |        |        |        |        |        |        |        |